# Confiserie des Hautes-Vosges
La confiserie des Hautes-Vosges (CDHV) est une entreprise familiale et artisanale installée à Plainfaing dans le département des Vosges. Existante depuis 1986, elle est le site agroalimentaire le plus visité en France, se classant également comme la troisième entreprise, toutes activités confondues, la plus visitée du pays en 2023.

## Localisation
L'entreprise est située route de Gérardmer au hameau d'Habeaurupt au sein de la commune de Plainfaing, dans une étroite vallée des Hautes-Vosges. 

## Historique
En 1986, Jean-Marie Claudepierre, avec la collaboration de son frère Bernard et de sa sœur Marie-Jeanne, établit la confiserie des Hautes-Vosges en acquérant la confiserie des Images d'Épinal, déjà en activité depuis 1952,. En juin 2025, l'entreprise obtient le label de qualité Entreprise du patrimoine vivant.

## Description

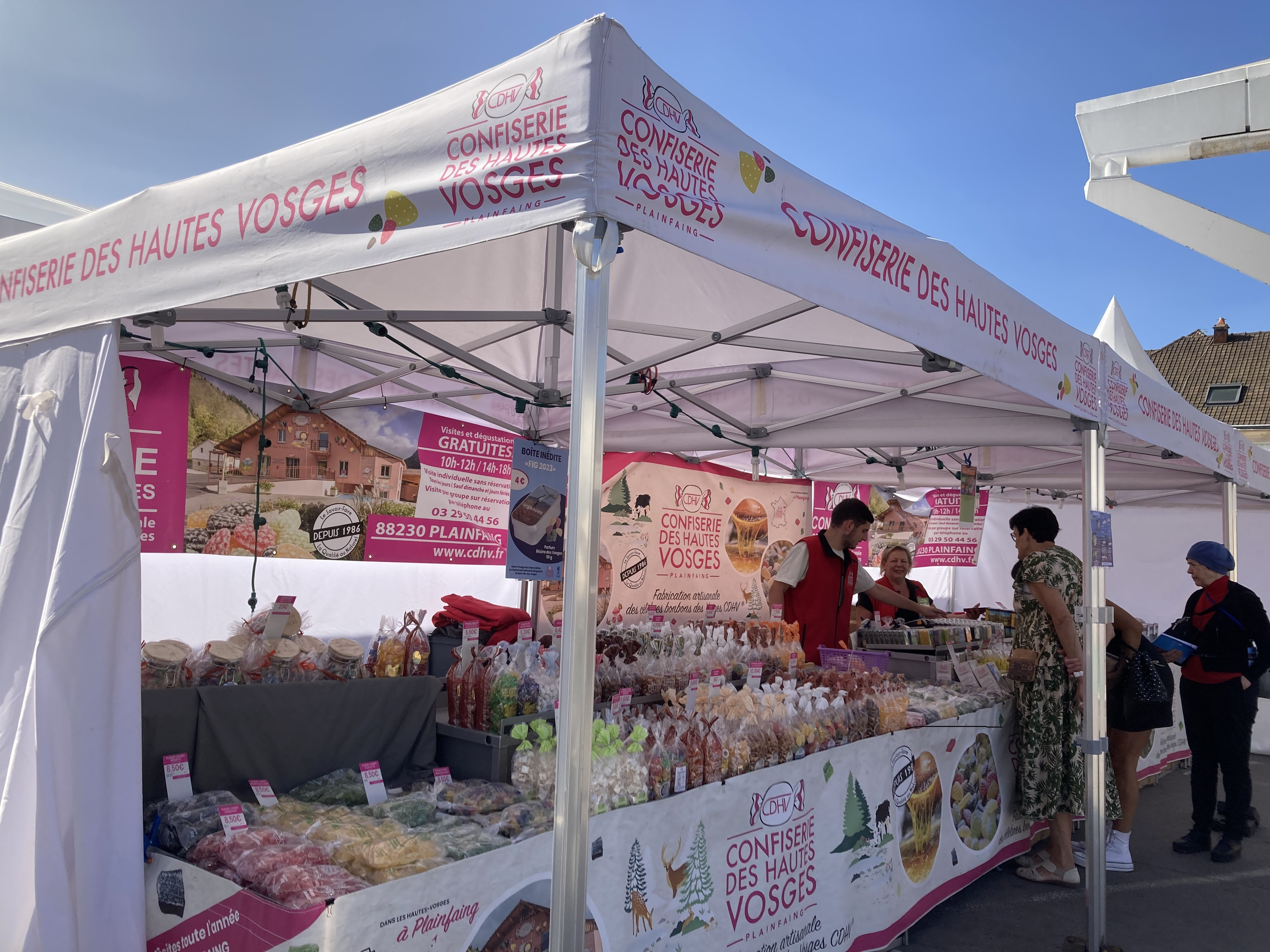
Étal de ventes lors du Festival international de géographie 2023.

Avec une gamme comprenant plus de 35 variétés, les bonbons sont préparés à feu ouvert dans des chaudrons en cuivre, selon des recettes ancestrales et parfumés avec des huiles essentielles, perpétuant ainsi la tradition. 
Par ailleurs, elle est l'un des quatre seuls fabricants lorrains détenteurs de l'indication géographique protégée pour la bergamote de Nancy.
Depuis 2022 l'entreprise propose à la vente une gamme de bonbons élaborés sans sucre.
Présente sur différents marchés en Lorraine, en Alsace et lors de nombreuses manifestations touristiques régionales, la confiserie de Plainfaing a également participé à des événements à Moscou pendant deux années consécutives ainsi qu'au marché de Noël alsacien à New York. Elle participe en outre chaque année au Salon international de l'agriculture de Paris.

## Visite
Dès la reprise de la confiserie en 1986, le public bénéficie gratuitement d'une visite commentée de la méthode de fabrication en usage sur le site depuis 1954.

Différentes étapes de la fabrication des bonbons.
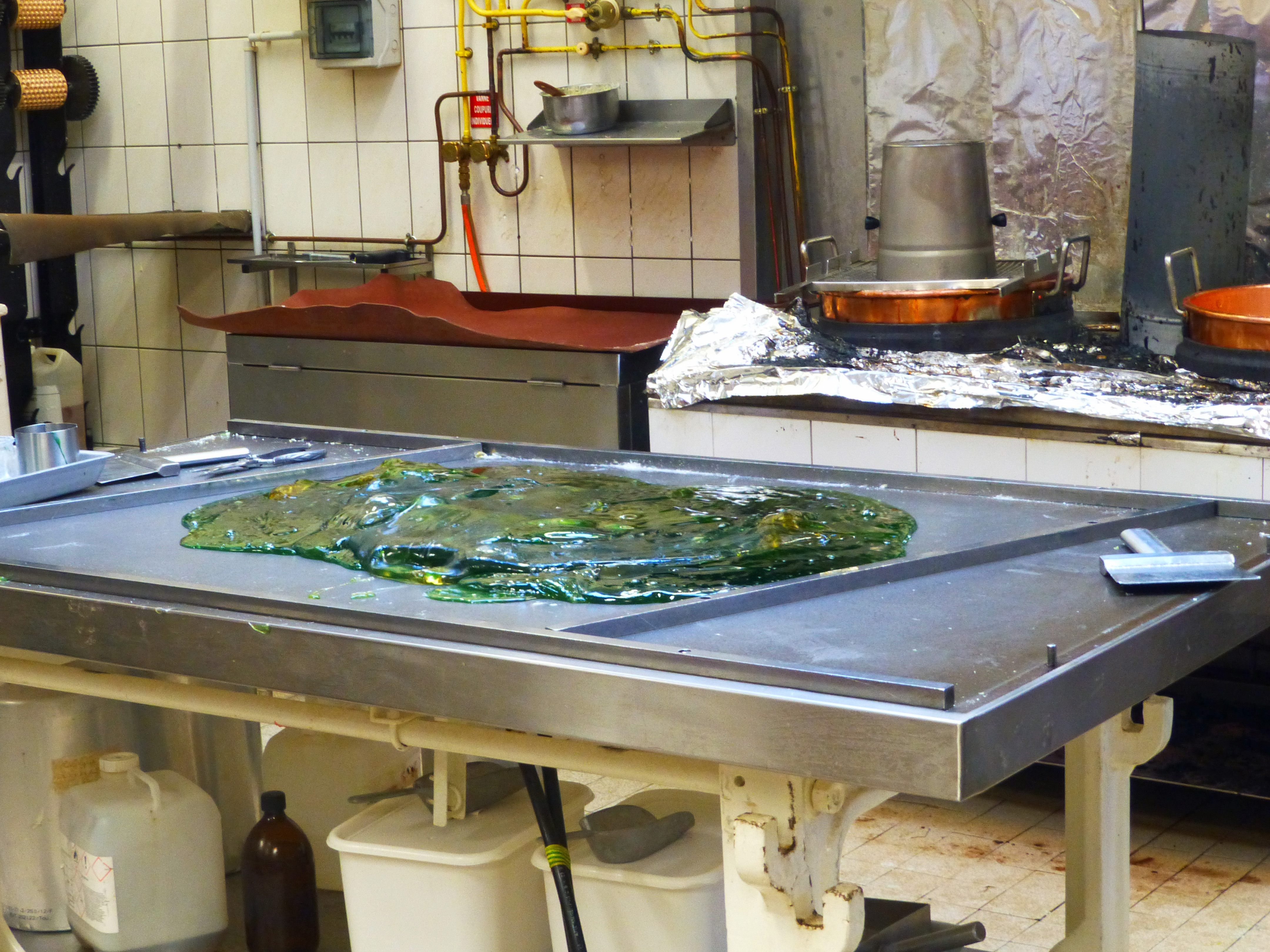
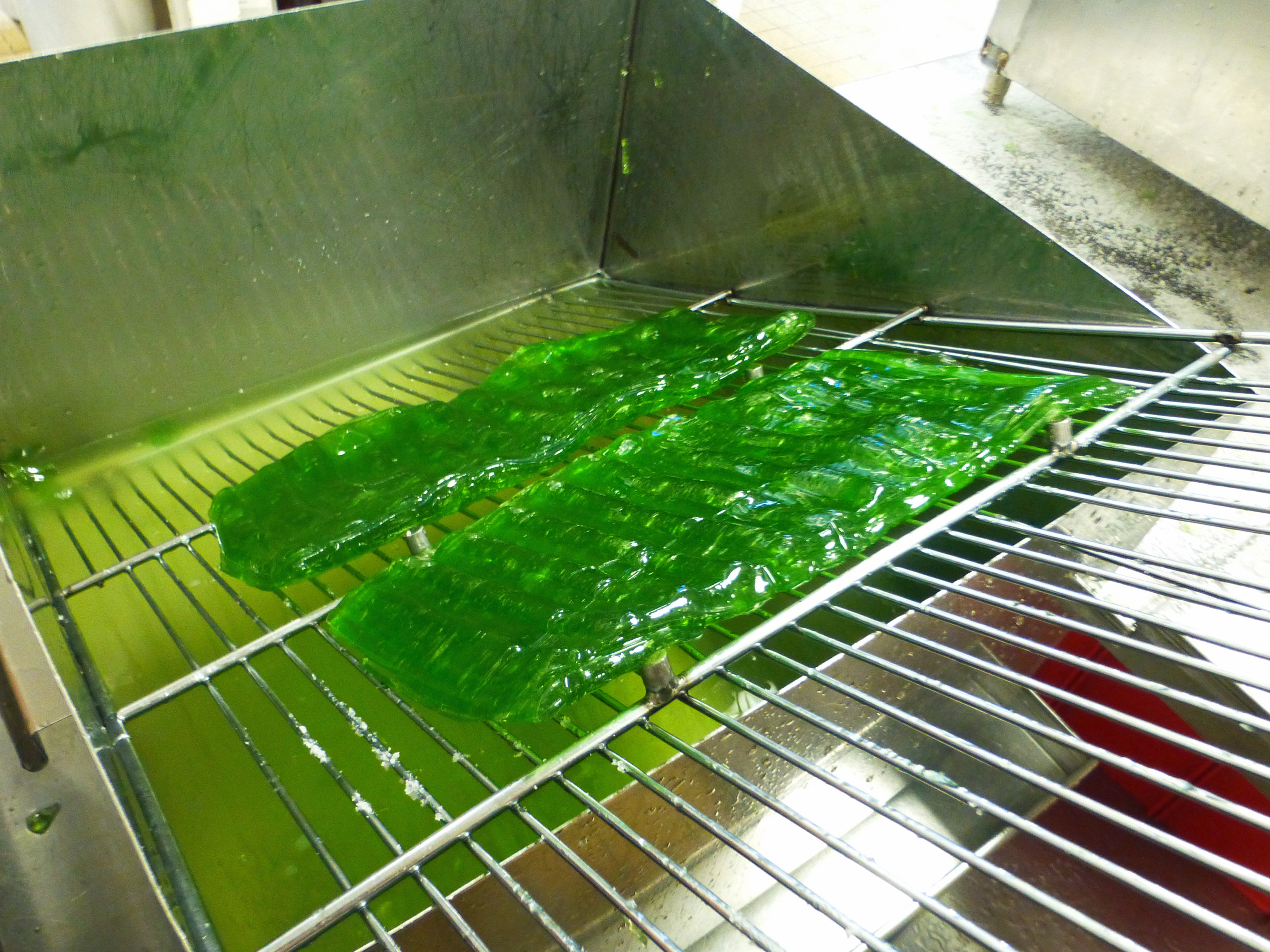
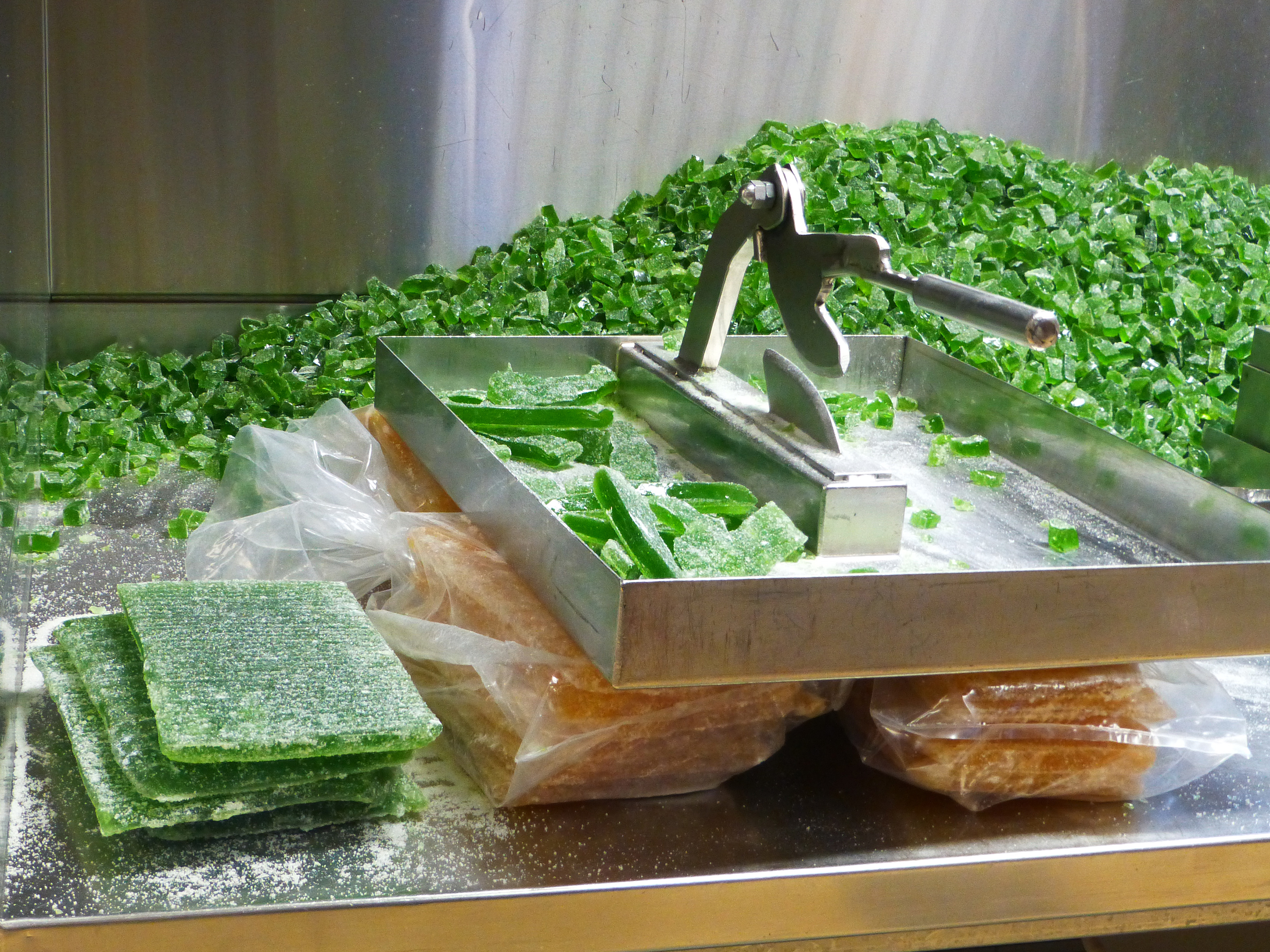
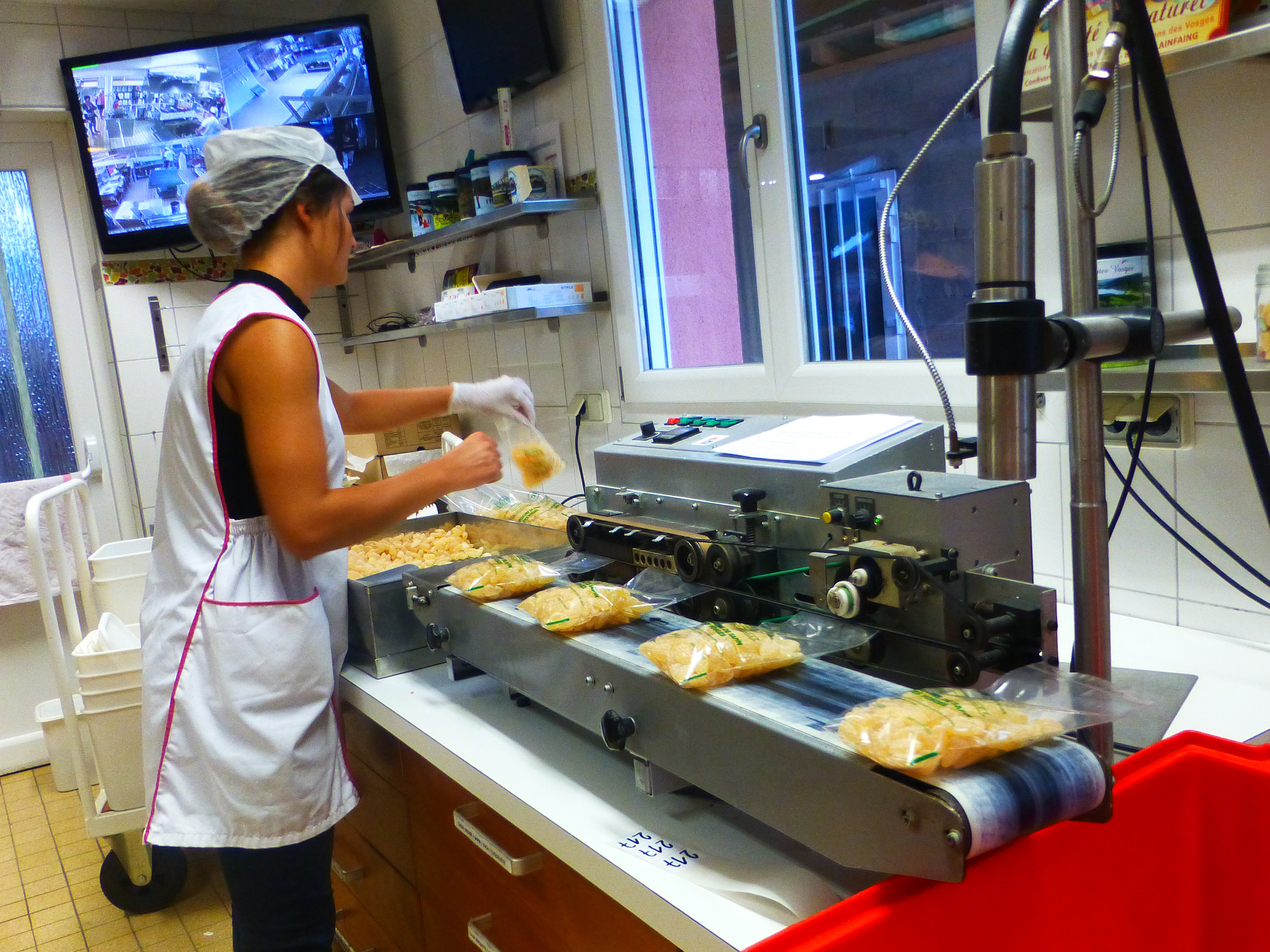

En 2022, la confiserie a accueilli 260 000 visiteurs.